# Hinako Sugiura
Hinako Sugiura (杉浦日向子?) (30 de noviembre de 1958 – 22 de julio de 2005)  fue una artista manga e investigadora del estilo de vida y las costumbres de Japón durante el Período Edo. Nació y se crio en Minato, Tokio, en una familia de tradiciones arraigadas y que a su vez eran comerciantes de kimono, estudió diseño y su interés por el antiguo Japón iba en aumento. Asistió a la Universidad de Nihon, pero dejó sus estudios formales para realizar investigaciones bajo la dirección del escritor Shisei Inagaki. Inagaki se especializaba en el Periodo Edo y enseñó a Sugiura como realizar las investigaciones rigurosas que luego le servirían como base a la exactitud histórica presente en sus manga y otros trabajos.
Sugiura publicó su primer manga, "Tsugen Muro kore Ume," en la revista de manga alternativo Garo en 1980. Su estilo distintivo de dibujo se basaba en gran medida en las técnicas del ukiyo-e y representaban las vidas y costumbres del Periodo Edo, trabajos que la ayudaron a obtener popularidad así como el Bungei Bunshū Manga Award por su manga  Gassō en 1984, y el Japan Cartoonists Association Award por Fūryū Edo Suzume en 1988.
En 1993, Sugiura anunció que se retiraría de su vida como mangaka para dedicarse de lleno a las investigaciones sobre el estilo de vida y las costumbres del Periodo Edo. Escribió numerosos libros sobre el tema, los que ella consideró su trabajo de vida, y apareció frecuentemente en los medios como una experta en el Período Edo. Era muy conocida y apreciada por sus intervenciones en el segmento final del popular programa NHK, Comedia: O-Edo de Gozaru, el cual se desarrollaba en el período Edo. Sugiura era vista usualmente en público llevando un kimono tradicional.
Sugiura estuvo casada por un tiempo con el novelista, traductor, y bibliógrafo Hiroshi Aramata (1947–), pareja a la que los medios japoneses usualmente se referían como "la bella y la bestia". También fue famosa por su amor por los soba, así como su preferencia por el sake.
Cuando Sugiura dejó el programa Comedia: O-Edo de Gozaru, dijo al público que estaría cumpliendo un sueño que siempre tuvo: viajar alrededor del mundo. Lo que en realidad sucedía era que se encontraba bajo tratamiento por cáncer en la garganta en el hospital de Kashiwa, Chiba, lo que se dio a conocer al público cuando se supo de su muerte a los 46 años el 22 de julio del 2005.

## Trabajos sobresalientes de manga
- Tsugen Muro kore Ume (1980)
- Gassō (合葬, 1983)
- Sarusuberi (百日紅, 1983–1987)
- Nipponia Nippon (ニッポニア・ニッポン, 1985)
- Edo e youkoso (江戸へようこそ, 1986)
- Futatsu makura (二つ枕, 1986)
- Fūryū Edo Suzume (風流江戸雀, 1987)
- Yasuji Tōkyō (YASUJI東京, 1988)
- Hyaku Monogatari (百物語, 1988–1993, 3 volúmenes)
- Higashi no Eden (東のエデン, 1989)

## Reconocimientos
- 1984: Japan Cartoonists Association Award por Gassō
- 1988: Bungei Bunshū Manga Award por Fūryū Edo Suzume